# 이호인 (언론인)
이호인(1964년 ~)은 대한민국의 MBC 보도본부 기자이다.

## 경력
- 1991년 MBC 보도본부 기자
- MBC 보도본부 사회부 기자
- MBC 보도본부 경제부 기자
- MBC 보도본부 정치부 기자
- MBC 보도본부 워싱턴 특파원
- MBC 보도본부 논설위원

## 진행

### 과거 텔레비전
- MBC 뉴스데스크 - 이시각 짧은 뉴스, 이시각 보도국 진행 (MBC TV)

### 현재 라디오
- MBC 2시의 취재현장 - 진행 (MBC 표준FM)